# Andrei Filip
Andrei Filip (* 2. Juli 2000 in Bukarest) ist ein rumänischer Eishockeyspieler, der seit 2013 bei Steaua Bukarest unter Vertrag steht und in der Rumänischen Eishockeyliga spielt.

## Karriere

### Club
Andrei Filip spielt seit Anbeginn seiner Karriere bei Steaua Bukarest. Als 16-Jähriger wurde er erstmals in der Rumänischen Eishockeyliga eingesetzt. 2023 wurde er mit dem Klub rumänischer Vizemeister.

### International
Bereits im Juniorenbereich war Filip international aktiv: Er nahm an den U18-Weltmeisterschaften der Division II 2016 und 2017, als er mit der besten Plus/Minus-Bilanz des Turniers zum Aufstieg der Rumänen beitrug, und der Division I 2018 sowie den U20-Weltmeisterschaften der Division II 2017, 2019 und 2020, als er zum besten Spieler seiner Mannschaft gewählt wurde, teil.
Sein Debüt in der Herren-Nationalmannschaft gab Filip bei der Weltmeisterschaft 2023 in der Division I.

## Erfolge
- 2017 Aufstieg in die Division I, Gruppe B, bei der U18-Weltmeisterschaft der Division II, Gruppe A
- 2017 Beste Plus/Minus-Bilanz bei der U18-Weltmeisterschaft der Division II, Gruppe A